# Бойова кінозбірка № 2
«Бойова кінозбірка № 2» — другий радянський художній фільм серії з тринадцяти бойових кінозбірок, що вийшли в роки Великої Вітчизняної війни. Кінозбірка випущена на екрани 11 серпня 1941 року.

## «Зустріч»

### Сюжет
Восени 1939 року німецькі війська зайняли Західну Польщу, сіючи смерть і руйнування. На окупованій території в селянській хаті п'ють каву німецькі офіцери. Один з них побажав пити каву по-варшавськи і вимагає від хазяйки молока. Та відмовляє, каже, що молока немає. Через кілька хвилин в будинок стукає селянин, який несе на руках хвору дівчинку. Хазяйка одразу ж дістає молоко для дівчинки. Побачивши це, німецький офіцер стріляє в кухоль з молоком. Селянин накидається на офіцера, зав'язується бійка. В результаті всю селянську родину і селянина з дівчинкою розстрілюють. Дивом уцілілий при розстрілі, але поранений, селянин виходить до радянського кордону, де його підбирають прикордонники. Минуло два роки. Йдуть бої біля кордону СРСР. Селянин, що вилікувався, призваний в Червону армію, тепер він кулеметник. У штиковій атаці він зустрічається віч-на-віч з тим самим офіцером, який колись розстрілював його.
| - Володимир Лукін — білорус Котко - Дмитро Миловзоров — Карл, німецький офіцер - Володимир Крюгер — 2-й німецький офіцер - Зінаїда Воркуль — молода жінка - Урсула Круг — хазяйка хати - Володимир Гардін — солдат, що розстрілював (немає в титрах) - Євген Немченко — солдат (немає в титрах) - Андрій Карасьов — розстріляний (немає в титрах) - Тетяна Гурецька — розстріляна (немає в титрах) | - Режисер — Володимир Фейнберг - Сценаристи — Володимир Бєляєв, Михайло Розенберг - Оператор — Євген Величко |

## «Один з багатьох»

### Сюжет
До Ленінграда наближається кілька ворожих бомбардувальників. Один літак збивають радянські зенітники. Пілот літака уцілів. Його обшукують. Він просить не розстрілювати його, так як «він цього не любить». Під комбінезоном у німецького льотчика виявляються Залізний хрест та орденська планка з серією нагород за вже поневолені країни Європи. Як пояснює радянський офіцер: «його спеціальність — дітовбивство, він бомбить мирне населення». Також під час обшуку знаходять фотокартку Адольфа Гітлера, на якій написано німецькою: «Будь завжди першим». Радянський офіцер поправляє: «Ти у нас не перший, та й не останній, ти — один з багатьох».
| - Борис Блінов — Морозов, старший лейтенант-артилерист - Іван Кузнецов — Михайлов, зенітник, молодший лейтенант - Олександр Мельников — Пчолкін, зенітник - Михайло Єкатериненський — німецький льотчик - Іван Селянин — Селянин, червоноармієць (немає в титрах) | - Режисер — Віктор Ейсимонт - Сценаристи — Юрій Герман, Йоганн Зельцер, Олександр Штейн - Оператор — Володимир Рапопорт |

## «У старої няні»

### Сюжет
Вихований нянею, яка служила в німецькій родині, Віллі поїхав до Німеччини, де став переконаним нацистом і пройшов диверсійну підготовку. Після закидання в тил до радянських військ Віллі насамперед йде до няні — підлатати одяг і дізнатися обстановку в місті. Але няня і її онук розкусили диверсанта і змогли повідомити про нього в міліцію. Ворог заарештований.
| - Тетяна Сукова — тітка Паша, няня - Павло Суханов — Віллі - Володимир Чекалов — онук - Петро Кириллов — слідчий (немає в титрах) - Євген Немченко — міліціонер (немає в титрах) | - Режисер — Євген Червяков - Сценаристи — Володимир Бєляєв, Михайло Розенберг - Оператор — Олександр Ксенофонтов - Художник — Олександр Блек |

## «Сто за одного»

### Сюжет
За вбивство югославським патріотом німецького офіцера гітлерівці готуються розстріляти сто заручників. За допомогою лопат, виданих для риття власної могили, приречені на смерть знищують німецьку охорону і йдуть в гори до партизанів.
| - Лариса Ємельянцева — дівчина-сербіянка - Лев Бордуков — Юрій Горошанін - Борис Пославський — Крапіч, лікар - Олександр Віолінов — німецький офіцер (немає в титрах) - Борис Шліхтінг — німецький солдат (немає в титрах) - Павло Суханов — німецький солдат (немає в титрах) - Андрій Костричкін — німецький солдат (немає в титрах) - Євген Немченко — Янко (немає в титрах) - Зінаїда Карпова — жінка з дитиною (немає в титрах) - Олена Кириллова — мати (немає в титрах) - Іван Сизов — старий Данила (немає в титрах) | - Режисер — Герберт Раппапорт - Сценаристи — Всеволод Воєводін, Євген Рисс - Оператор — Хечо Назар'янц - Художник — Семен Мейнкін |

## «Випадок на телеграфі» 
Наполеон заходить в телеграфну контору, щоб послати Гітлеру термінову телеграму: «Не раджу кома пробував кома не вийшло крапка Наполеон». У фінальній частині збірки звучить пісня «На ворога, за Батьківщину, вперед!» (музика Ісаака Дунаєвського, слова Василя Лебедєва-Кумача).
| - Володимир Канцель — Наполеон - Анна Сергєєва — телеграфістка | - Режисери — Лео Арнштам, Григорій Козінцев - Сценарист — Лео Арнштам |